# 單一支付者醫療衛生系統
單一支付者醫療衛生系統（英語：Single-payer healthcare）是一種全民醫療衛生系統，它負擔所有居民的基本醫療衛生費用，只由一個公共機構（因此稱為'單一支付者'）作支付。
單一支付者系統可與私營醫療衛生提供者簽訂服務合同（譬如在加拿大），也可自己擁有和僱用醫事資源和人員（譬如在英國）。 "單一支付者"描述由單獨一個公共機構（不是私人機構,或是公私兩者的混合）來支付醫療衛生費用的機制。

## 說明
單一支付者系統由一個來自政府，或者與政府相關機構的經費，為所有被涵蓋的醫療衛生服務作支付。這是各國政府為達成幾個目標而採取的策略，其中包括全民醫療衛生、減輕人民在醫療衛生上的經濟負擔，以及改善人民的健康狀況。世界衛生組織（簡稱為WHO）在2010年擬定的目標是在全世界建立全民醫療衛生系統，聯合國大會在2015年通過的《2030年可持續發展議程（2030 Agenda for Sustainable Development）》包含有達成這個目標的願望。
單一支付者系統建立一個由地理或政治區域中，整體人口所組成的醫療衛生保險資金池。它還制定一套規則，來規範所提供的服務、報銷率、藥品價格，以及所需服務的最低標準。
在富裕國家裡面，這種公共機構所管理的單一支付者醫療保險，通常會惠及所有的公民及合法居民。例如，英國的醫療衛生服務、澳洲國民醫療保險、加拿大國民醫療保險，和台灣的全民健康保險等所提供者。

### 名詞歷史
“單一支付者”這個名詞是在1990年代所創造，目的是描述加拿大醫療衛生體系與英國之間的區別。加拿大的醫療衛生系統是一種由政府提供醫療保險經費的系統，但醫療衛生服務是經由私人機構所提供。英國的系統是政府提供經費，同時也直接提供醫療衛生服務。
"單一支付者醫療衛生系統"這個名詞的標準用法指的是運用醫療保險作為公共服務，提供給公民和合法居民，通常不是指提供醫療衛生服務。而經費可由政府直接管理，也可以交給公設，同時受到監管的機構管理。單一支付者與其他籌措經費的機制形成對比，例如'多付款人'（來自幾個公共，和/或私人支付來源）、'兩級'（定義為或者是一種公共經費來源，加上選擇使用合格的私營保險作為部分替代，或者公共經費來源是覆蓋重大性質（災難性）的醫療服務，而普通醫療保險服務則由私營保險機構提供）和'強制醫療保險'（要求公民購買符合國家標準的私營醫療保險，通常也會得到政府補助）。有些系統則會採用前述四種要素混合而成的籌資機制。
有些作者與前述名詞的標準用法相反，把由公共管理的系統，都描述是"單一支付者計劃"，而其他人則將目的在覆蓋整個人群的任何醫療衛生系統（例如醫療券計劃）都說屬於"單一支付者計劃"。但是這些用法通常不符合這個名詞的嚴格定義。

## 具有單一支付者系統的國家和地区
全球有幾個國家和地区擁有單一支付者醫療保險計劃。這些計劃通常就是提供某種形式的全民醫療衛生服務，這種付費計劃則透過多種方式實施。在某些案例，例如在英國或西班牙，醫院由政府擁有，醫生由醫院僱用。 或者，政府可從外部機構購買醫療衛生服務，例如加拿大採用的方法。

### 加拿大
加拿大的醫療衛生是透過公共經費系統提供，服務大部分是免費，並且大多數由私人機構提供。這個系統是根據1984年《加拿大衛生法》 所建立。政府通過聯邦制定的標準來確保醫療衛生品質。政府不會參與日常的工作，也不會收集有關個人健康的任何資訊，個人資訊留在患者及其醫生之間，屬於機密資料。
加拿大以省為基礎的醫療保險體系具有成本效益，部分原因是其管理體系簡潔。在每個省之中，每個醫生都會處理針對省級保險機構的理賠事務。無需患者涉入。私營保險機構只佔整個系統業務的一小部分。
通常，費用是運用所得稅來支付。各省衛生部向參加這種計劃的每個人發放一張健保卡，每個人都得到相同水準的醫療照護。
因為幾乎所有基本醫療風險都已涵蓋在內（包括婦產科和不孕症），因此並無需單獨設立各個計劃。依各省自行決定，牙科和視力保健可能不包括在內，但雇主通常會透過私營保險公司為員工提供這類保險。在某些省份，如果住院者需要使用私人房間，可購買私營保險公司的補充保險。
美容外科和某些選擇性手術被當成非有必要的醫療護理，通常不包括在保險範圍之內，像這類的就可使用自付費用，或透過私營保險公司的保險來涵蓋。醫療保險不受失業或工作變動的影響，並且不會對投保者有既有身體狀況而有終生限制或者排除的情形。
藥品費用由公家，或者是由服務單位所投保的私營保險機構來負擔。藥品價格由聯邦政府與供應商協商，以控制成本。一般科醫師（在加拿大通常稱為general practitioners，或者GPs）由個人自行選擇。如果患者希望去看專科醫生，或被建議去看專科醫生，則由一般科醫生辦理轉診。
加拿大人在一些治療和診斷服務方面確實需要等待。調查數據顯示，看專科醫生的中位數等待時間為比四週多一點，而等待時間在三個月之內的，佔89.5％。 核磁共振成像（簡稱為MRI）和X射線電腦斷層掃描(簡稱為CAT) 之類的事，平均等待時間為兩週，其中等待時間在三個月之內的，佔86.4％。手術的平均等待時間為四週，其中等待時間在8個月之內的，佔82.2％。
實行單一付款人計劃後，醫生的收入曾經在最初時有不差的增長，但隨後醫生的收入卻減少，許多人擔心這在長期而言，將會是公家經營醫療衛生的必然結果。但到了21世紀初，醫事人員行業再次晉升為加拿大收入最高的行業之一。

### 台灣
台灣的醫療衛生保險由行政院所屬的衛福部所主管。與其他發達經濟體一樣，台灣人營養豐富，但面臨著諸如肥胖症和心臟病之類的慢性病問題，給醫療系統造成壓力。
台灣在2002年，每千人擁有近1.6名醫生和5.9張病床，全島共有36家醫院，和2,601個診所。在2001年，醫療衛生支出佔國內生產總值（簡稱為GDP）的5.8％，其中64.9％來自政府經費。
雖然最初因為擴大醫療衛生的覆蓋範圍，所增加的成本給台灣經濟帶來衝擊，但單一支付者制度仍為人們提供針對巨大醫療財務風險的保障，並使人們更容易獲得負擔得起的醫療衛生服務，公眾對這個系統的滿意度維持在穩定的70％的水準。
台灣目前的醫療系統是在1995年建立，名為衛生福利部中央健康保險署（National Health Insurance，簡稱為NHI）。NHI是強制性的社會保險計劃，是集中支付醫療衛生費用的單一支付者。這個系統保證所有公民享有平等的醫療服務，到2004年底，受到覆蓋的人口達到99％。
面臨不斷增加的預算赤字，還有控制成本的需要，NHI於2002年把支付系統從按服務收費改為健保總額支付制度，這是一種前瞻性支付系統。

### 南韓
南韓過去擁有多付款人的國民健康保險的全民醫療衛生系統，和日本以及德國等所採用的系統類似，由幾個醫療衛生機構為全民提供服務。1977年以前，南韓擁有自願性的私營醫療保險，但在1977年開始改革，而在1989年實現全民醫療保險。南韓在2000年有一項重大醫療衛生經費來源的改革，政府把國家醫療保險公司與所有僱員醫療保險組織合併，成為國家醫療保險局。這項新服務於2004年成為單一支付者的醫療衛生系統。

## 提供「貝弗里奇模式」系統的地區

### 北歐五國
北歐五國有時被認為是具有單一支付者的醫療衛生服務系統，而不像加拿大這樣的單一支付者的國家醫療保險。這是醫療衛生系統中被稱為「貝弗里奇模式」的模式，除公共醫療保險之外，還包括公共醫療衛生服務的提供。
醫療衛生系統中的"斯堪的納維亞模式" 或"北歐模式"的名詞，都具有一些共同特徵：大部分的服務由公家提供、有限的醫療保險由私營保險機構提供，以及少部分有中央政府參與的，由各地區政府經營的分散的系統。由於這“少部分有中央政府參與的”特點，與新加坡和南韓的國家醫療保險制度不同，他們也被認為僅是區域級的單一支付者系統，或者是多付款人系統。

### 英國
跟北歐五國一樣，英國的醫療衛生是一個權力下放的系統，也就是聯合王國中的四國-英格蘭、北愛爾蘭、蘇格蘭和威爾斯各有自己的私營和公共經費來源的醫療衛生系統，這系統通常稱為國民保健署（NHS）。由於主要是由公共（政府）擁有的醫療服務提供單位，也符合'貝弗里奇模式'醫療衛生系統，有時被認為是單一支付者，英國與其他全民系統相比，有少量的私營單位參與。每個國家的政策和優先順序不同，導致系統之間存在各種差異。 話雖如此，前述組成英國（聯合王國）的四國都向所有英國永久居民（請參考英國國籍法中相關部分）提供公共醫療衛生服務，免費，且由一般稅收來負擔成本。
此外，四國都各有一個私營部門，其規模遠小於相對應的公共部門，通過私營醫療保險可獲得私人醫療衛生服務，由雇主資助的醫療衛生計劃負擔，或者是由個人直接支付，但有條款可對罹患有愛滋病的人提供覆蓋。
這聯合王國中四個別系統是：
- 英格蘭：國民保健署 (英格蘭)
- 北愛爾蘭：北愛爾蘭衛生與社會保健（英语：Health and Social Care in Northern Ireland）（簡稱為HSCNI）
- 蘇格蘭：國民保健署 (蘇格蘭)（英语：NHS Scotland）
- 威爾士：國民保健署 (威爾斯)（英语：NHS Wales）

在英格蘭，一般稅收的經費透過國民保健署 (英格蘭)（主要負責委託專家服務和初級醫療衛生）以及臨床委託小組（簡稱為CCG）進行管理，後者負責管理60％的預算，並負責為其當地居民安排醫療服務。
這些委託機構本身並不直接提供服務，而是從國民保健署的信託和基金會（NHS Trusts and Foundation Trusts），加上私營、志願性，還有社會企業部門的服務提供者取得服務，提供給當地人民。

## 新加坡模式
有些分析師認為新加坡的醫療衛生（即新加坡醫療衛生系統）具有獨特性，被稱為 '新加坡模式'或'新加坡醫療衛生模式'。主體是政府管理的公共經費醫療衛生系統，透過醫療儲蓄帳戶（簡稱為Medisave）、Medishield Life（災難性醫療保險）和Medifund（濟貧醫療補助）等計劃提供，重要的私人醫療衛生部門也包含在內。經費的籌措是透過直接政府補助（最高80％）、強制性綜合儲蓄、國家醫療保險和成本分攤的混合體來達成。
根據全球諮詢公司韜睿惠悅（現稱為韋萊韜悅）的說法，"新加坡在財務效率和社區衛生成果方面，是世界上最成功的醫療衛生體系之一"。成功來自於醫療儲蓄帳戶、成本分攤和政府監管的充分整合。政府定期調整政策，以積極規範"國家醫療服務的供應和價格"來達到控制成本的目的。但是，除非有必要，政府在多數情況下不會直接規範私人醫療服務的費用。這類成本大部由市場力量決定，在私營部門領域，費用差異大，不同的醫療專業和服務的收費各有不同。
韜睿惠悅指出，新加坡醫療衛生系統具有的獨特性，"許多國家難以複製 "。此外，許多新加坡人也有補充的私人醫療保險（通常由雇主提供），用於政府計劃未涵蓋的部分，例如美容牙科和某些處方藥。
近年來，有些美國政治人士以及媒體（例如Vox和《紐約時報》）建議，由於這種"奇蹟"式的新加坡醫療體系同時包含有美國自由主義和美國保守主義的思想，或可作為解決方案，用來重塑美國醫療衛生系統。

## 具有單一支付者/私營保險單位混合系統的地區

### 澳大利亞
澳大利亞的醫療衛生由私營和政府的機構共同提供。 澳洲國家醫療保險是該國公共資助的全民醫療衛生企業。它成立於1984年，與私營醫療衛生系統共存。醫療保險的部分資金來自2％的附加所得稅（低收入者除外），但大部分從政府總收入中撥出。沒購買私營公司醫療保險的高收入者，將被徵收1％的附加稅。
除了澳洲醫療保險之外，還有一個單獨的藥品福利計劃，這計劃對一系列處方藥給予大幅補助。澳洲衛生部長負責管理國家衛生政策，其中的某些內容（例如醫院運營）由各個州（請參考澳大利亞聯邦）負責監督。

### 印度
印度有種通用的多付款人模式，透過公共和私人保險，以及幾乎全由稅收資助的公立醫院來覆蓋醫療衛生費用。對印度國民而言，除了一些象徵性小量的共付額之外，公立醫院系統基本上都是免費。印度政府於2018年啟動一項名為Ayushman Bharat全國健康保護計劃的醫療保險計劃，計劃的目的在為印度最底層的50％人口（5億人）（在灰色經濟-僱用少於10名員工的企業-工作的人）提供覆蓋，以負擔他們的醫療衛生費用，包括在私立醫院發生的費用。對於在所謂有規模的企業工作的員工（指擁有10名以上員工的企業），且月薪不超過21,000盧比者，則有名為《職工國家保險》的社會保險計劃覆蓋，這個計劃覆蓋費用的全部，無論是在公立醫院或是私立醫院所發生，而且包括養老金和失業救濟福利。月薪超過21,000的職工，由雇主透過公共或私人保險公司提供保險覆蓋。截至2020年，印度有3億人受到其雇主從公共或是私人保險公司購買的團體或是個人保險計劃而獲得保障。如果失業而無保險覆蓋的人無力支付時，有印度各邦提供的保險計劃覆蓋。印度政府於2019年在醫療衛生上的淨支出為360億美元，佔GDP的1.23％。印度自獨立以來，公立醫院系統的經費完全由一般稅收支應。

### 西班牙
西班牙政府在結構比較鬆散的基礎上，於1963年建立單一支付者醫療衛生系統。這個制度由工人繳費來維持運作，工人及其家屬都受到這個系統的覆蓋。
這個系統的全民性於1986年後期建立。與此同時，公共醫療衛生的管理權下放給國內各個自治區。從1997年開始，政府可把公家醫療衛生的管理權下放給私人公司。
此外，除了單一支付者醫療衛生系統之外，還有平行的私營保險公司，為一些私人醫生和醫院提供保險覆蓋。雇主有時會提供私營醫療保險作為福利，西班牙人口在2013年，有14.8％由私營醫療保險涵蓋。
西班牙醫療衛生系統在2000年被WHO評鑑為世界排名第7名（請參考：世衛組織2000年全球醫療保健系統排名）。
根據2018年歐洲醫療衛生消費者指數，西班牙的醫療衛生系統在歐洲35國之中排名第19位。.

### 美國
美國聯邦醫療保險（簡稱為Medicare）是一種公共醫療衛生體系，但僅限於65歲以上的人才有資格受到涵蓋，65歲以下的，只有特定殘疾人士，和末期腎臟病患者（請參考慢性腎臟病）。
美國曾有針對全民單一支付者醫療衛生系統提出過的好幾項建議，其中包括最初於2003年2月在眾議院引入的《美國國家醫療衛生法案》（通常稱為H.R. 676或"全民醫療保險（Medicare for All）"）從那以後，重複提案幾次。2018年7月18日，有60多名眾議院民主黨人宣布組成全民醫療核心小組。在美國各州都出現COVID-19病例滿一周年，即2021年3月17日，眾議院民主黨議員提出《 2021年全民醫療保險法案（Medicare for All Act of 2021）》，參加副署的議員有112位。
倡導者認為在預防醫學的支出可產生醫療衛生的費用節省，每年可達數千億美元，因為公共資助的全民醫療衛生會讓雇主和消費者都受益，雇主也會從更廣大的潛在參保者中受益，因此可支付較少的費用，減少行政管理成本，並降低雇主之間的不平。目前美國人取得醫療衛生服務時碰到最大困難是費用高昂。
在美國，無醫療保險覆蓋的人數超過2,700萬（請參考美國醫療保險），這是美國醫療改革倡導者提出的主要關切點之一。缺乏醫療保險會增加死亡率-根據研究，每年死亡人數中約有六萬例是可預防的死亡。哈佛醫學院與劍橋健康聯盟進行的一項研究顯示，每年有近45,000人的死亡與患者缺乏醫療保險有關。這項研究還發現，在職美國人中無保險覆蓋的，比買有私營醫療保險的在職者，死亡風險高出40％。
倡導者還認為，隨著經濟增長，總需求、企業利潤，和生活品質的提高，單一支付者系統可從更具流動性的經濟中受益。有其他人估計，由於擴大預防性醫療衛生，長期可把全國醫療衛生支出的40％節省下來，但是國會預算辦公室（簡稱為CBO）和《新英格蘭醫學雜誌》的估計發現，預防醫學因為利用率增加，費用會更高。
任何國家的制度都會利用稅收來取代保險費，以支付部分的成本，但單一支付者系統的倡導者們還認為，可通過預防性護理，以及消除保險公司的人事費用和醫院帳務費用，來達到節省開支的目的。
2008年，醫生促進國家醫療衛生計劃對單一支付者系統進行分析，估計每年可當即省下3,500億美元。 聯邦基金會認為，如果美國採用全民醫療衛生制度，死亡率將會降低，每年可節省約5,700億美元。
反對者認為，在單一支付者系統下，獲得醫療衛生服務的機會減少，而且整體醫療品質因此受到負面的影響。反對者還聲稱，單一支付者系統會導致一般科醫生和專科醫生的短缺，並減少患者獲得優良醫療技術照護的機會。

#### 國家政策和建議
美國政府在醫療衛生支出方面，涉入越來越多，在2004年，美國用於個人醫療衛生的2.2兆美元中，政府支出約佔45％。但是，研究顯示 美國政府2002年在醫療衛生支出比率可能接近60%。
根據普林斯頓大學健康經濟學家 Uwe Reinhardt的說法，美國的Medicare、聯邦醫療補助（簡稱為Medicaid）和兒童醫療保險計劃（簡稱為CHIP）是"形式像'社會保險'，加上不少的私人醫療衛生服務系統"，而不是"社會化醫療衛生"的形式。相反的，他將退伍軍人醫療衛生管理局描述為一種純粹的社會化醫療衛生形式，因為它是"由政府擁有、運營和提供經費的"。
美國智庫蘭德公司的研究人員在發表於《內科學年鑑》的一篇同行評審論文中報告說，退伍軍人醫療衛生管理局照顧的患者，他們接受的護理品質總體得分，在各項可比指標上，明顯比使用Medicare的患者要高。
美國當時的國會議員約翰·科尼爾斯（民主黨）在美國眾議院多次提出《美國國家醫療衛生法案》。這項法案希望在美國建立全民單一支付者醫療衛生系統，大致相當於加拿大國民醫療保險、英國的國民保健署，和台灣的全民健康保險等系統。該法案於2003年首次提出，此後又在每期國會中重新提出。 在2009年開始的醫療衛生法案的辯論中，催生了《患者保護與平價醫療法案》（也稱為Obamacare），原本預計眾議院在2009年9月會對H.R. 676法案（美國國家醫療衛生法案）進行辯論和投票，但辯論未曾進行過。
在伯尼·桑德斯2016年的總統競選活動中（請參考伯尼·桑德斯2016年總統競選活動），他對全民醫療衛生的推動尤為突出，因此，單一支付者的提議再度受到關注。約翰·科尼爾斯於2017年1月在眾議院重新提出他的法案。四個月後，該法案得到112位國會議員的附議，首次超過25％的附議人數最低門檻。 同年9月，桑德斯本人和16個附議國會議員在美國參議院提出“全民醫療保險（Medicare-for-all bill）”法案（S. 1804）。 Mercatus中心對經濟學家傑佛瑞·薩克斯於2017年提出的建議所進行的研究分析發現，"可正確及直接的提出結論，Medicare-for-all bill（簡寫為 M4A）將以比現狀更低的成本，提供更多的醫療衛生覆蓋，預計國民醫療衛生支出在未來10年內（2022年至2031年）可淨減少約2兆美元，同時還可擴大醫療衛生的覆蓋。" 
自1991年以來，CBO和相關政府機構多次對單一支付者醫療衛生系統進行成本評分。美國政府問責署在1991年發布一份報告，指出"如果美國轉向採用全民醫療衛生體系，以及採用單一支付者系統（像加拿大一樣），在行政費用方面的節省[佔醫療衛生支出的10％]就足以抵消採用全民醫療衛生覆蓋所發生的費用。" 
CBO在1991年對費用進行評分，並指出"可在不大幅增加國民醫療衛生費用的情況下，為目前無醫療保險覆蓋的人提供保障"，並且"美國人民大概可在目前的支出水平，或甚至在某種程度上降低支出，而得到醫療保險的覆蓋，因為行政費用會有節省，而且民眾使用私營保險機構服務的保費費率也會降低。" 
CBO在1993年的一份報告中指出，"在單一支付者制度下，達成全民保險覆蓋的淨成本將為負數"，部分原因是"消費者的人均醫療衛生費用將減少1,118美元，但人均稅收必須增加1,261美元"以支付這計劃的費用。在1993年7月所做的評分也有正面的結果，CBO指出，"逐步實施這項計劃，從轉換為單一支付者系統所節省的行政費用，可抵消在醫療衛生服務需求而增長的大部分費用。之後，全國醫療衛生預算的增長上限會讓支出增長率保持在基線以下。" CBO還對參議員保羅·韋爾斯通在1993年12月的《1993年美國健康與安全法》做評分，結果發現"到第五年（以及往後幾年），新系統的成本將低於基線。"
James Kahn等作者在2014年發表在BMC Medical Services Research期刊上的一項研究發現，美國醫療衛生的實際行政負擔，佔全國醫療衛生支出的27％。這項研究不僅審視保險公司的利潤、行政管理和市場營銷的直接費用，還審視醫療衛生機構（如醫院、療養院和醫生）因與私營醫療保險公司合作，而產生的間接負擔，包括合同談判、財務和臨床記錄作業（每個付款人（即保險機構）的變數和特質不一）。
James Kahn等作者估計，與加拿大的單一支付者系統相比，美國私營醫療保險公司系統在2012年的額外成本約為4,710億美元。這剛好佔2012年美國全國醫療衛生總支出的20％以上。作者斷言，實施患者保護與平價醫療法案，額外的行政費用將會增加，因為它將依靠多付款人系統提供醫療衛生服務。
2020年2月發表在《刺胳針》上的一項研究發現，擬議的《美國國家醫療衛生法案》每年可挽救68,000人的生命，並節省4,500億美元的國家醫療衛生支出（請參考美國醫療衛生費用）。

#### 美國各州提案
美國有幾州的議會曾提出對單一支付者系統的公民投票和議案的建議，但除佛蒙特州之外，其他案件都未通過。 而佛蒙特州在2014年12月把單一支付者醫療衛生計劃取消。

##### 加利福尼亞州
加利福尼亞州最早於1994年嘗試通過單一支付者法案，SB 840或稱"加利福尼亞州全民醫療衛生法"（由Sheila Kuehl提案）於2006年在加利福尼亞州議會中首次成功通過，2008年再通過一次，州長阿諾··史瓦辛格連續否決這項法案兩次。此後，州參議員馬克·萊諾在每屆州議會會議上都重新提出這項法案。
2017年2月17日，SB 562（又稱"健康加利福尼亞法案"）在加利福尼亞州參議院提出。這法案是由加州護士協會贊助的一項4,000億美元計劃，目的在加利福尼亞州實施單一支付者醫療衛生系統。法案由州參議員里卡多·拉拉（Ricardo Lara，民主黨）和托尼·阿特金斯（Toni Atkins，民主黨）共同提出，根據這項擬議法案，加利福尼亞州州民將享有醫療保險，無需負擔任何保費、共付額，或自負額 (醫療保險)。 所有加利福尼亞州居民，也無論移民身份，均將受到《健康加利福尼亞州法案（SB 562）》的涵蓋，法案還把就讀加州大學機構的借讀學生涵蓋在內（只要學生透過學校購買醫療衛生計劃）。法案所涵蓋的服務由患者所選擇的醫療服務機構，根據醫療的需要來確定。除了在處方藥之外，還包括從預防醫學到急診室服務。 SB 562法案提議於2017年6月1日在州參議院以23票對14票獲得通過。 當這法案發送給州議會時，由於法案設計上有缺陷，例如未指定經費的來源，或如何向患者提供護理，因此未獲得批准，受到擱置。雖然這項法案目前被擱置，但希望該法案在2018年經過必要的修改後，再送州參議院和州議會再次進行審查。
根據SB 562，一個名為“健康加利福尼亞信託基金”將被設立，為這個法案提供經費。各州目前從聯邦政府獲得經費，用於某些醫療衛生服務所需（例如Medicare和Medicaid）。前述的聯邦經費以及稅金將被合併到新的信託 (法律)基金中，作為實施這個法案所需的經費來源。但是，加利福尼亞州必須首先獲得聯邦政府的豁免，允許州政府把這些從聯邦而來的補助經費集中到一個信託基金中。

##### 科羅拉多州
科羅拉多州州醫療衛生系統倡議（修訂案69）是2016年11月由公民發起的州憲法修正提案，目的在投票表決用僱員薪資10％的稅率（由雇主和僱員之間以2:1的方式分攤）作為一項單一支付者醫療衛生系統的經費來源。用以取代目前由僱員和雇主支付的私人醫療保險費用。
投票結果，這項倡議被79％的選民所拒絕。

##### 夏威夷
2009年，夏威夷州議會通過由單一支付者支付的醫療衛生法案，該法案遭到共和黨州長琳達·林格爾否決。但州長的否決權又被州議會否決，該法案並未實施。

##### 伊利諾伊州
2007年，《伊利諾伊州全民醫療衛生法》被提出，由伊利諾伊州眾議院醫療使用便利委員會以8票對4票通過這項單一支付者法案。立法最終被交還給州眾議院規則委員會審議，在那屆會議期間並未再予討論。

##### 麻薩諸塞州
麻薩諸塞州於1986年通過一項全民醫療衛生計劃，但是由於預算有限以及州議會的黨派政治控制問題，導致這項方案在頒布之前即被廢除。
2010年11月在這個州的14個區舉行不具約束力的全民公投，選票上的“問題4”詢問選民： "是否應該指示你們所居住的區的區代表，支持把醫療衛生定為人權的立法，而不論其年齡、健康和就業情況，通過創建像Medicare這樣一種全面，具有成本效益的單一支付者醫療保險系統，由政府提供給本州的所有居民？" 所有14個區都對此問題給予肯定而通過。

##### 明尼蘇達州
自2009年以來，在明尼蘇達州州議會中一直有項《明尼蘇達州健康法》建議案被提出，法案倡議制定全州的單一支付者醫療計劃。該法案是由州參議院的醫療住房和家庭安全委員會以及商業和消費者保護委員會在2009年通過，但州眾議院版本最終還是被擱置。
2010年，這項法案在州參議院的司法委員會，以及州眾議院的醫療衛生與公共服務政策與監督委員會，經口頭表決的方式通過。 2011年，這法案作為州參議院和州眾議院的兩年法案被提出，但沒進展。 這項方案在 2013年會期再度在州的參眾兩院提出  

##### 蒙大拿州
2011年9月，州長布萊恩·施威澤（Brian Schweitzer）宣布他打算尋求聯邦政府的豁免，以允許蒙大拿州建立單一支付者醫療衛生系統。布萊恩·施威澤最終無法在蒙大拿州實施單一支付者醫療衛生服務，但確實採取行動設立政府開辦的診所，並在他擔任州長的最終預算中，增加對這個州低收入居民的保險覆蓋。

##### 紐約州
自1992年以來，紐約州一直在嘗試通過《紐約州衛生法》，預備建立全州的單一付款人醫療衛生計劃。《紐約州衛生法》在州眾議院通過四次：一次是在1992年、還有在2015年、2016年及2017年，但在轉交給衛生委員會後尚未在州參議院通過。這項法案在州眾議院通過的四次，幾乎都是得到二比一的支持比例。

##### 俄勒岡州
俄勒岡州於2002年嘗試通過俄勒岡州第23號投票法案，達到單一支付者的醫療衛生系統，但這項法案被絕大多數比例所推翻。

##### 賓夕法尼亞州
《家族企業和醫療衛生安全法》多次在賓夕法尼亞州州議會中被提案，但都沒能通過。

##### 佛蒙特州
佛蒙特州在2011年通過立法，建立綠色山區醫療衛生（Green mountain care，請參考 佛蒙特州的醫療衛生改革相關部分）。 當州長Peter Shumlin把法案簽署成為法律時，佛蒙特州成為第一個在功能上具有單一支付者醫療衛生系統的州。雖然這項法案被視為單一支付者法案，但私營保險公司可無限期在該州繼續營運，這意味著它不符合單一支付者的嚴格定義。
法案的最初提案人州議員馬克·拉爾森（Mark Larson）說“綠色山區醫療衛生”是“我們在州的這一層級，所能做到接近[單一支付者系統]的。”佛蒙特州在2014年放棄“綠色山區醫療衛生”，由於成本和稅收增加得太高，而難以繼續辦理。

#### 輿論
單一支付者醫療衛生的擁護者指出，民意調查顯示有支持，但是民意測驗的結果不一，取決於問題提出的方式。來自哈佛大學於1988年、《洛杉磯時報》於1990年和《華爾街日報》於1991年的民意調查均顯示，人們對與加拿大醫療體系相當的醫療衛生體系會大力支持。
2001年，公共衛生期刊《健康事務》上的一篇文章，研究美國五十年來對各種醫療衛生計劃的輿論，得出的結論是，雖然似乎人們普遍支持"國家醫療衛生計劃"，但民意調查受訪者"對他們目前的醫療安排狀況感到滿意，他們不相信聯邦政府會做正確的事，也不傾向採用單一支付者的國民健康計劃。"
但是，在2001年至2013年之間，民意調查的支持率下降。Yahoo/AP在2007年所做的一項民意調查顯示，有54％的受訪者認為自是"單一支付者醫療衛生"的支持者，而在2009年的《時代雜誌》的民意調查中，有49％的受訪者表示支持"類似聯邦醫療保險的全國性單一支付者計劃。" 拉斯穆森報導在2011年和2012年進行的民意調查顯示，有49％的人反對單一支付者醫療衛生系統。2019年4月，凱撒家庭基金會的一項民意調查顯示，有56％的美國人贊成"一項全國健康計劃，有時也稱為全民醫療保險(Medicare-for-all)"，這種支持率在過去兩年中保持穩定。
支持民主黨的選民中，贊成全民醫療保險(Medicare-for-all)的佔多數（87%）。
在過去的十年中，所有全民醫療保險提案的共同聯署者（民主黨），在參加2016、2018、以及2020年的競選連任時，都擊敗他們的共和黨對手。即使他們身處某些支持共和黨的選區或是州，也是如此。

#### 倡議團體
支持全民醫療衛生計劃醫生團體、美國護士聯合會、美國醫學院學生協會、Healthcare-NOW！，和加利福尼亞護士協會等倡議團體，它們都呼籲在美國引入單一支付者醫療衛生計劃。 
2007年發表在《內科學年鑑》上的一項研究發現，有59％的醫生"支持建立國民醫療保險的立法"，而9％的醫生對此議題持中立態度，而有32％的人表示反對。  2020年1月，美國內科醫師學會贊同美國的單一支付者系統的概念，並在《內科學年鑑》上發表一系列文章來支持這一觀點。.